# Emiel van Lennep

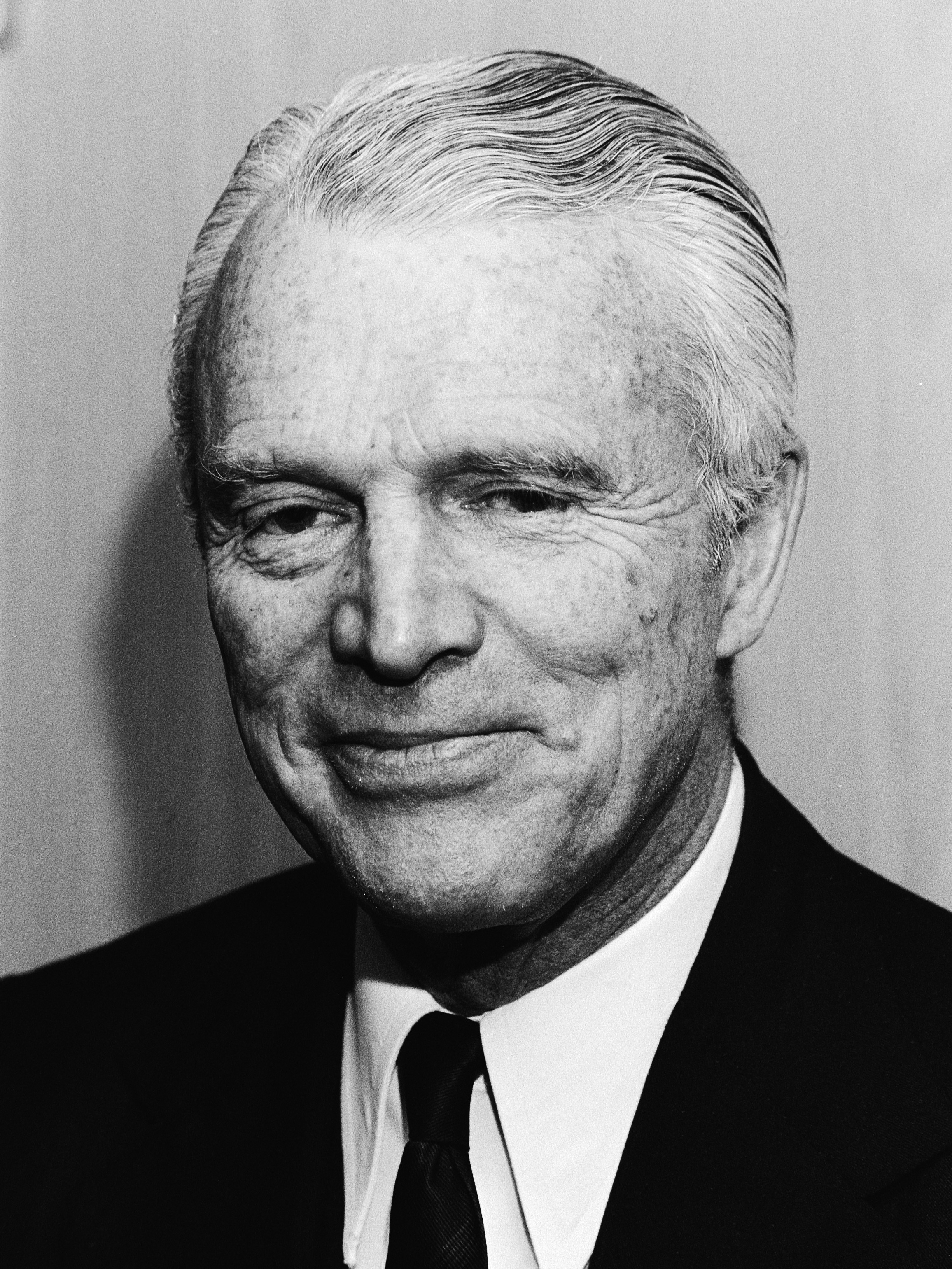
Emiel van Lennep (1979)

Jonkheer Emiel (Émile) van Lennep (* 20. Januar 1915 in Amsterdam; † 2. Oktober 1996 in Den Haag) war ein niederländischer Beamter und Staatsminister.

## Biografie

### Studium und Spitzenbeamter des Finanzministeriums
Sein Vater Jonkheer Dr. Louis Henri van Lennep war nicht nur als Kaufmann im Handels- und Bankunternehmen Van Eeghen & Co. in Amsterdam tätig, sondern auch Kammerherr im Außenwirtschaftsdienst von Königin Wilhelmina.
Nach dem Besuch eines Gymnasiums studierte er von 1932 bis Oktober 1937 Rechtswissenschaften an der Universität von Amsterdam. Nach dem Abschluss des Studiums cum laude war er zunächst Rechtsanwalt, ehe er 1940 Prokurist am Deviseninstitut wurde. Im Anschluss erhielt er 1945 Prokura bei der Niederländischen Zentralbank De Nederlandsche Bank.
1948 wurde er Beamter im Finanzdepartement von Batavia (Jakarta) in Niederländisch-Indien. 1949 war er kurzzeitig Finanzberater des Hohen Vertreters der Niederländischen Krone in Indonesien. Zwischen 1949 und 1950 war er Leiter der Finanzabteilung beim Hohen Kommissariat der Niederlande in Indonesien.
1950 kehrte er in die Niederlande zurück und wurde wieder Prokurist bei der Niederländischen Zentralbank.
1951 übernahm van Lennep als Schatzmeister (Thesaurier-Generaal) eine Spitzenfunktion im Finanzministerium (Ministerie van Financiën), die er bis zum 30. September 1969 innehatte. In dieser Funktion war er auch Mitglied des Gouverneursrates des Internationalen Währungsfonds (IWF) sowie zeitweise Vorsitzender des Währungsausschusses der Europäischen Wirtschaftsgemeinschaft (EWG). Zugleich war er während dieser achtzehnjährigen Tätigkeit einer der wichtigsten Berater der Finanzminister und hatte auch nach seinem Ausscheiden aus diesem Amt noch ein eigenes Büro im Finanzministerium. Nachfolger als Schatzmeister des Finanzministeriums wurde Willem Drees Jr., der Sohn des gleichnamigen langjährigen Ministerpräsidenten Willem Drees.
Im September 1963 lehnte er eine Berufung zum Staatssekretär für Verkehr und Wasserwirtschaft ebenso ab wie 1967 die Ernennung zum Finanzminister im Kabinett von Ministerpräsident Piet de Jong.

### Generalsekretär der OECD
Nach seiner Benennung zum Generalsekretär der OECD trat er dieses Amt als Nachfolger von Thorkil Kristensen offiziell am 30. September 1969 an. Gleich zu Beginn seiner Amtszeit im November 1970 rügte er den konservativen britischen Premierminister Edward Heath. Denn die Teuerung in Großbritannien sei „eins der ernstesten Inflations-Probleme aller 22 OECD-Länder“, so der von ihm vorgestellte OECD-Bericht. In seine Amtszeit fiel 1975 auch eine weitere Finanzkrise aufgrund der Erhöhung der Devisenüberschüsse der OPEC. 1976 hielt er als Gastprofessor Vorlesungen über „Grundprobleme der Weltwirtschaftsordnung“ an der Johannes Gutenberg-Universität Mainz.
Das Amt des Generalsekretärs der OECD übte er fünfzehn Jahre bis zu seiner Ablösung durch Jean-Claude Paye am 1. Oktober 1984 aus nach dem zuvor der Favorit als Nachfolger Bundesfinanz- und Wirtschaftsminister Manfred Lahnstein auf dieses Amt verzichtet hatte und stattdessen Vorstandsmitglied bei Bertelsmann wurde.
Im April 1985 war er zeitweise Sondergesandter der Regierung für die Verhandlungen mit Venezuela über die Erdölraffinerie der Royal Dutch Shell in Curaçao sowie mit Argentinien über die COGASCP-Pipeline.
Für seine Verdienste wurde ihm am 29. April 1986 der Ehrentitel eines Staatsministers (Minister van Staat) auf Lebenszeit verliehen.
Als solcher war er von August 1991 bis zu seinem Tode Mitglied des Beratungsrates für Europäische Wirtschafts- und Währungsintegration.
Im April 1954 wurde er für seine Verdienste zum Kommandeur des Ordens von Oranien-Nassau sowie im August 1984 zum Kommandeur des Ordens vom Niederländischen Löwen ernannt. Darüber hinaus wurde er ebenfalls 1984 zum Rechtsritter des Johanniterordens geschlagen.